# Pharmacie Pesche
La pharmacie Pesche est un édifice situé à Alençon, en France.

## Localisation
Le monument est situé dans le département français de l'Orne, 4 place Halle-au-Blé.

## Historique
La pharmacie est datée de 1830.
Il s'agit d'une ancienne officine  spécialisée durant plus de 50 ans (1902-1953) dans les anciennes pratiques médicinales et apothicaires qui représente  une collection de près de 500 bocaux  et fait partie d’une vaste  maison de maître du 19e siècle. Ornée de balcons probablement Directoire elle s’intègre dans un large ensemble immobilier faisant face à 4 rues : rue du Cygne, rue aux Cieux, rue des Filles Notre-Dame, et ruelle Poulet.
Le premier propriétaire connu est Thomas Guibé, grossiste en toiles qui a acquis l'immeuble et le fonds de commerce le 17 nivôse an III (6 janvier 1795) auprès des héritiers du prêtre Étienne Camusat Sainte Croix, dont les restes reposent au cimetière Saint-Blaise. 
À la mort de Thomas Guibé en 1818, l’inventaire de ce grossiste en draps de la Région Ouest dure 4 jours représentant un actif immobilier de 320 084 francs de l’époque, pas de dettes actives, ce qui donne une idée de l’importance de ce négociant en toiles en gros.
La veuve Guibé meurt en 1826 laissant une succession représentant une valeur de 198 240 francs de l’époque, dont 32 000 francs pour le seul hôtel de la rue du cygne. Cette maison est vendue le 5 mars 1827 auprès d’un marchand de biens, Charles Désiré Petithomme. Cet ensemble immobilier est alors revendu et divisé en quatre lots entre le 13 juillet 1832 et le 27 août 1832 :
- « à François Belliard, marchand en drap – De la rue aux Cieux à rue des Filles Notre-Dame
- à  Pierre-Léonard Gastelou, négociant en meubles – Une portion de la rue aux Cieux
- à  Eustache-Thomas Dauvergne, conducteur en Ponts et Chaussées, une partie comprise entre la rue du Cygne et la ruelle Poulet.
- à un ancien notaire Maître Jean Jacques Corbière (27 août 1832), pour le corps de bâtiment compris entre la rue du Cygne à partir de l’actuel portail jusqu'à la rue des Filles Notre-Dame. Cette partie correspond  depuis cette époque à l’actuelle pharmacie Pesche. Le gendre de maître Corbière, Pierre-Charles Duroy, y installera alors une pharmacie (Acte de Maître Lebourgeois – Étude Huvey 61 Alençon) ».

Le successeur du pharmacien Pierre-Charles Duroy est Adolphe-Henri Dutertre en 1875, et ce par un acte notarié du 31 août 1875 no 671 - Étude Chancerel - notaire à Alençon). En 1882, la veuve Marie-Louise Dutertre loue alors l’ensemble immobilier à Charles Boulard jusqu’au premier mars 1899, lequel acquiert le fonds. Raoul Pesche reprend alors l’immeuble de la rue du Cygne par acte sous seing privé le 20 novembre 1902 à concurrence de 50 000 francs et 25 000 francs pour matériel et marchandises (fonds de commerce).
À la mort de Raoul Pesche en 1953, une de ses filles, Madeleine Pesche reprend le fonds jusqu’en 1980. C’est alors que les profonds changements du monde de la pharmacie ne permettent plus au nouvel acquéreur de continuer l’exploitation dans un cadre inadapté aux méthodes modernes. Néanmoins, par l'opiniâtreté de Madeleine Pesche, l'édifice est inscrit au titre des monuments historiques depuis le 2 octobre 1987, comme le permettaient l'élévation et le décor intérieur.
Le local reste alors inoccupé entre 1980 et 2009, date à laquelle meurt Madeleine Pesche. Une société d'administration de biens en fait l'acquisition en 2014 : après des travaux de rénovation de la façade extérieure l'année suivante, des travaux sont entrepris sur les décors intérieurs en 2018 avec une fin des travaux prévue en mars de l'année suivante. Le coût de ces travaux est de 90 000 € supporté en partie par des subventions de la ville, de la DRAC et du département.
Les recherches historiques et les protocoles de restauration permettent d'envisager une résolution des désordres constatés en particulier sur les plafonds peints et d'envisager à terme une utilisation comme bureaux des espaces restaurés.